# Wrota (architektura)
Wrota, podwoje – zamknięcie przelotu otworu bramy mające postać pionowej otwieranej, ruchomej przegrody.
Przestarzale i w potocznym języku wrota oznaczały wielkie drzwi, najczęściej dwuskrzydłowe w budynkach gospodarczych (np. wrota do obory lub stodoły). W budownictwie hydrotechnicznym jest to określenie zamknięcia początku i końca śluzy. 
W zależności od swej konstrukcji i sposobu uruchamiania rozróżnia się wrota:
- jednoskrzydłowe
- dwuskrzydłowe
- podnoszone
- rozsuwane, przesuwane
- rozwierane, obracane
- składane

Jednym z rodzajów wrót są drzwi.